# Куријска скупштина
Куријска или Куријатска скупштина (лат. Comitia curiata) представљала је римску скупштину организовану по 30 курија. Имала је законодавна, изборна и судска овлаштења. Изабирала је краља и највише магистрате, изгласавала законе и одлучивала о рату. Право гласа имали су само патрицији. Након реформе Сервија Тулија успостављена је центуријатска скупштина, на коју прелазе овлаштења куријатске скупштине. У периоду Римске републике куријатска скупштина је изгубила свој значај и само формално је одобравала одлуке центуријатске скупштине.

## Организација и гласање
У време Римске краљевине скупштину је сазивао краљ или његов целерум трибун или урбани префект у случају краљева одсуства. Када би краљ умро скупштину је одржавао интеррекс. Током Римске републике куријатском скупштином је председавао један од виших магистрата тј. конзул, претор или диктатор. Било је укупно 30 курија, а свака курија је имала колективни глас, односно давала је један глас. Већина гласова унутар курије одређивала је какав је глас једне курије. Ред којим ће курије гласати одређивао се коцком.

## Овлашћења
У прво време скупштине су могле само да прихватају или одбијају предлоге, које се пред њих износе. Изабирале су магистрате и краља, изгласавале законе, гласале о ратном стању или о мировном споразуму. Током периода краљевине изабирале су краља и квесторе, а краљ је бирао остале магистрате. Приликом избора краља могли су да прихвате или одбију краља, кога Римски сенат предложи. Изабирали су и високе свештенике попут фламена. Краљ или Сенат предложили би куријатској скупштини законе, а скупштина је онда могла или да гласа за или против закона. Имали су право да одлучују о рату и миру, али поново само на краљев предлог.

## Предаја надлежности центуријатској скупштини
Све до Сервија Тулија куријатска скупштина је била једина народна скупштина, а тада је формирана центуријатска скупштина. Главна овлаштења куријатске скупштине прешла су у домен центуријатске скупштине, која је добила овлаштења бирања магистрата, одлуке о рату, доношење закона и јурисдикцију над жалбама народу. Међутим патрицији су још увек задржали право да одбију меру, коју је изгласала центуријатска скупштина. То је вредило све до Публилијевога закона. Куријатска скупштина је изгласала успостављање Римске републике и укидање монархије, а одлучила је и о краљевој имовини.

## Губитак важности
Временом су одлуке куријатске скупштине све више постале само формалне, односно само би одобравала одлуке које би доносиле друге скупштине. Конзуле би бирала центуријатска скупштина, а куријатска би само формално одобравала њихов избор и давала им империјум. До времена Првога пунскога рата куријатска скупштина је изгубила значај. Уместо 30 курија могло је формално да гласа само 30 ликтора.